# Äntligen! (film)
Äntligen! är en svensk film från 1984, regisserad av Christer Dahl och skriven av Dahl och Ami Rolder. I rollerna ses bland andra Rolder, Ulf Eklund och Kenneth Risberg.

## Handling
På väggen i ett kök sitter ett vitt clownansikte perforerat av en kniv. Gunnar kommer hem och utbrister "Maria!". Maria vadar genom vad som tycks vara en vass. Hon träffar flickan Anna som frågar vem Maria är och Maria svarar att hon inte vet. Anna kallar Maria för Vita efter en vit kanin. Tillsammans bygger Maria och Anna en koja i ett träd och där berättar Anna att hennes föräldrar är skilda och att modern har fått barn med en ny man. Därefter går de hem till Anna där Maria provar moderns vita klänning. Modern kommer hem och blir rasande över den främmande kvinnan som bär hennes klänning.
Maria går längs en väg iförd den vita klänningen. Hon stöter på mellanstadieläraren Peter. Maria är hungrig och följer med Peter hem. De ligger med varandra och går sedan på fest. Maria vill dansa med Peter, men då han inte vill bjuder hon upp en annan kille. Peter blir arg och anklagar Maria för att "kåta omkring" med en annan man. Maria lämnar festen och sitter därefter utanför gråtandes. Hon blir omhändertagen av den äldre kvinnan Rut.
Rut har ett torp och Maria lovar att hjälpa henne med detta. I torpet hittar Maria en ung man med gitarr, Fjodor, som gömt sig i en skrubb. Han förklarar att han inte är en tjuv utan en gatumusikant. Han har aldrig uppträtt för någon annan och Maria övertalar honom att nästa dag åka in till stan och uppträda där. Väl där tycker Fjodor att allting känns fel och vill inte uppträda. I stället tar Maria upp gitarren och börjar spela och efterhand hakar Fjodor på. En publikskara börjar samlas runt dem och i den står Marias man, Gunnar.
Maria vaknar hemma på en soffa. Gunnar är där och de kastar sig på mattan och älskar. Efteråt berättar hon om Peter och Gunnar blir rasande av svartsjuka. Hon förklarar att hon inte vill ha det som förut: hon vill göra andra saker, träffa människor och sälja maskinen. Maskinen är en formpress för clownmasker i plast.
Maria börjar studera för Rut, medan Gunnar jobbar vid maskinen. Maria tycker inte att han ska behöva arbeta där själv och hjälper honom. Som ett resultat av detta orkar hon inte med studierna och bryter därför samman och ger sig av. Det är vinter och Maria besöker platser hon sedan tidigare är bekant med. Hon återvänder hem och försöker slå sönder maskinen, men hindras av Gunnar som ger henne en örfil. Maria lämnar huset och springer över en bro, ackompanjerad av en sång på temat "Äntligen fri".

## Rollista
- Ami Rolder – Vita/Maria
- Ulf Eklund – Gunnar
- Kenneth Risberg – Peter
- Emilie Gunér – Anna
- Gudrun Brost – Rut
- Thorsten Flinck – Fjodor
- Thomas Oredsson – Gustav
- Carin Ödquist	– Annas mamma
- Lennart Gustafsson – Mats
- Roland Janson
- Arne Tolgraven – Anders
- Bengt Carlsson – varvsgubben
- Marita Tirén – Agneta
- Lena Wretblad	– Irene
- Christer Dahl – en joggare
- Göran Gunér – en festdeltagare
- Steffan Lockowandt – stunt
- Eva Selin – stunt

## Om filmen
Äntligen! spelades in i Sverige mellan maj och juli 1983 samt under fyra kompletterande dagar, vinter, vår och höst. Interiörerna spelades in i Filmhuset i Stockholm. Filmen producerades av Göran Gunér för Athenafilm HB och Stiftelsen Svenska Filminstitutet. Den fotades av Bengt Danneborn och klipptes av Göran Åslund. Musiken komponerades av Sven-David Sandström. Filmen premiärvisades den 17 augusti 1984 på biografer i Stockholm, Göteborg och Malmö. Filmen fick genomgående negativ kritik.